# Leandro David Fernández
Leandro David Fernández (Almafuerte, Provincia de Córdoba, Argentina, 23 de enero de 1995) es un futbolista argentino. Juega como delantero o mediocampista ofensivo y su primer equipo fue Belgrano. Actualmente milita en el club Racing de Córdoba.

## Trayectoria

### Belgrano
Debutó en el "Pirata" el 18 de septiembre del 2016 en el empate 0-0 contra Olimpo de Bahía Blanca.

### Crucero del Norte
Llegó a Crucero a Préstamo desde Belgrano. Debutó el 11 de marzo del 2017 en la victoria 2-1 contra Los Andes.

## Clubes
| Club                   | País      | Año           |
| ---------------------- | --------- | ------------- |
| Belgrano               | Argentina | 2016          |
| Crucero del Norte      | Argentina | 2017          |
| Brown de Puerto Madryn | Argentina | 2017-2018     |
| Sportivo Las Parejas   | Argentina | 2018-2021     |
| Racing de Córdoba      | Argentina | 2021-presente |